# Butorides
Butorides Blyth, 1852 è un genere di uccelli della famiglia Ardeidae.

## Tassonomia
Comprende le seguenti specie:
- Butorides virescens  (Linnaeus, 1758) - airone verde
- Butorides sundevalli  (Reichenow, 1877) - airone lavico
- Butorides striata  (Linnaeus, 1758) - airone striato